# Satyrus espanoli
Satyrus espanoli är en fjärilsart som beskrevs av Ramon Agenjo Cecilia 1963. Satyrus espanoli ingår i släktet Satyrus och familjen praktfjärilar. Inga underarter finns listade.